# Marist Brothers Old Boys Rugby Football Club
Marist Brothers Old Boys Rugby Football Club est un club néo-zélandais de rugby à XV de la région d'Auckland

## Historique
Auckland Marist a été fondé en 1908 et évolue au sein de la Fédération de rugby d'Auckland sur le stade Liston Park.

## Joueurs emblématiques
| - Jack O'Brien - Doolan Downing - Jock McKenzie - James Barrett - Bill Wright | - Swin Hadley - Bill Hadley - Morrie McHugh - Pat Crowley - Keith Davis | - Jack Skeen - Terry Lineen - Steve Nesbit - Paul Little - Des Connor | - John Kirwan - Greg Cooper - Terry Wright - Zinzan Brooke - Bernie McCahill | - Robin Brooke - Pat Lam - Shane Howarth - Xavier Rush - Dylan Mika | - Doug Howlett - Steve Devine - Saimone Taumoepeau - Isaia Toeava |